# NK Široki Brijeg
Der NK Široki Brijeg ist ein 1948 gegründeter Fußballverein aus der bosnisch-herzegowinischen Stadt Široki Brijeg.
Die Fußballmannschaft spielt in der Premijer Liga, die seit ihrer Gründung im Jahr 2000 die höchste Spielklasse im Vereinsfußball von Bosnien und Herzegowina ist. Der NK Široki Brijeg ist einer der erfolgreichsten Fußballvereine des Landes und hat zweimal die Meisterschaft sowie viermal die Vizemeisterschaft errungen. Zudem ist er dreifacher Pokalsieger sowie vierfacher Vizepokalsieger. In der ehemaligen 1. Liga von Herceg-Bosna (1993–2000) errang der NK Široki Brijeg fünfmal die Meisterschaft. Auf europäischer Ebene spielt der Verein regelmäßig in der Qualifikation der UEFA Europa League.
Der Verein verzeichnete in der Saison 2000/01 mit einem 9:0 gegen FK Krajina Cazin sowohl seinen höchsten Sieg als auch mit einem 1:4 bei FK Željezničar Sarajevo seine höchste Niederlage.

## Geschichte
Der Verein wurde im Frühjahr 1948 im Haus von Luco Zeljko unter dem Namen NK Borak gegründet. Er wurde nach der Quelle des Flusses Lištica benannt.
Im darauffolgenden Jahr änderte der Verein seinen Namen in NK Boksit (FC Bauxit) und verlegte seine Spielstätte vom Ortsteil Puringaj in den Ortsteil Trn.
Im Jahr 1950 änderte der Verein seinen Namen in NK Lištica und verlegte seine Spielstätte wieder zurück in den Ortsteil Puringaj. Als NK Lištica spielte er in der ehemaligen Regionalliga der Herzegowina.
Im Juli 1957 änderte der Verein seinen Namen in NK Mladost (FC Jugend). Seit der Saison 1962/63 spielte der Verein in der Herzegowina Liga und wurde darin 1972/73 Meister. Der Erfolg brachte den Verein damals fast bis in die 2. jugoslawische Fußballliga. Er spielte auch in der Liga von Bosnien und Herzegowina, der damaligen dritten Spielklassenebene in Jugoslawien.
In den nachfolgenden Saisons spielte der Verein an der Spitze der damaligen Regionalliga der Herzegowina und qualifizierte sich 1979 für die Regionalliga Süd von Bosnien-Herzegowina. In dieser Liga spielte der Verein bis zum Ausbruch des Kroatienkrieges und erreichte mit einem fünften Platz im Jahr 1980 sein bestes Ergebnis.
Im Februar 1991 kombinierte der Verein seinen Namen mit dem seines Hauptsponsors und nannte sich NK Mladost-Dubint. Nach der Hälfte der Saison löste sich die Regionalliga Süd von Bosnien-Herzegowina durch den Bosnienkrieg auf. Danach spielte der Verein in der 1. Liga von Herceg-Bosna und feierte seine größten Erfolge Mitte der 1990er-Jahre.

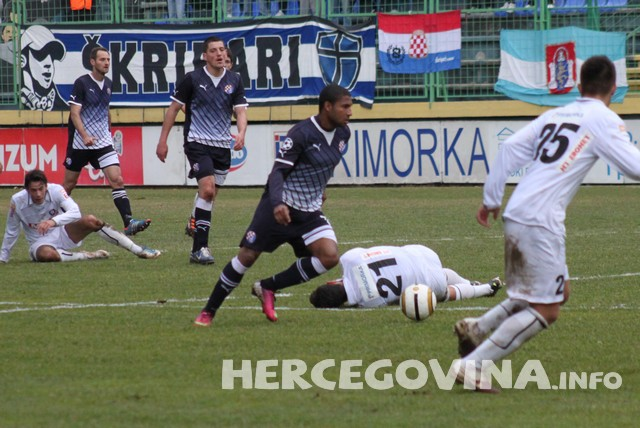
Freundschaftsspiel gegen den kroatischen Rekordmeister/-pokalsieger Dinamo Zagreb im heimischen Pecara-Stadion (2013)

Am 1. Oktober 1995 folgte die Umbenennung des Vereins in NK Široki Brijeg. Im Mai 1998, dem Jahr des 50-jährigen Bestehens des Vereins, spielte der Verein als einer der bestplatzierten der Liga von Herceg-Bosna gegen die bestplatzierten Teams der bosnischen Liga um die Startplätze der UEFA-Wettbewerbe.
Die erste Saison der Premijer Liga von Bosnien-Herzegowina im Jahr 2000 beendete der NK Široki Brijeg mit dem siebten Platz. Bereits in der darauffolgenden Saison qualifizierte sich der Verein als Zweitplatzierter für UEFA-Wettbewerbe. Das erste Spiel auf europäischer Ebene fand am 15. Oktober 2002 statt. In der Saison 2003/04 wurde der Verein erstmals Meister der Premijer Liga von Bosnien-Herzegowina; der zweite Meistertitel folgte in der Saison 2005/06.
Im Jahr 2007 wurde der NK Široki Brijeg erstmals Bosnisch-herzegowinischer Fußballpokalsieger. 2013 gelang der zweite Pokalsieg gegen den Hauptstadtclub und Rekordpokalsieger FK Željezničar Sarajevo durch ein 5:4 nach Elfmeterschießen, nachdem Hin- und auch Rückspiel jeweils mit einem 1:1 geendet waren.

## Erfolge
- Premijer Liga
  - Meister (2): 2003/04, 2005/06

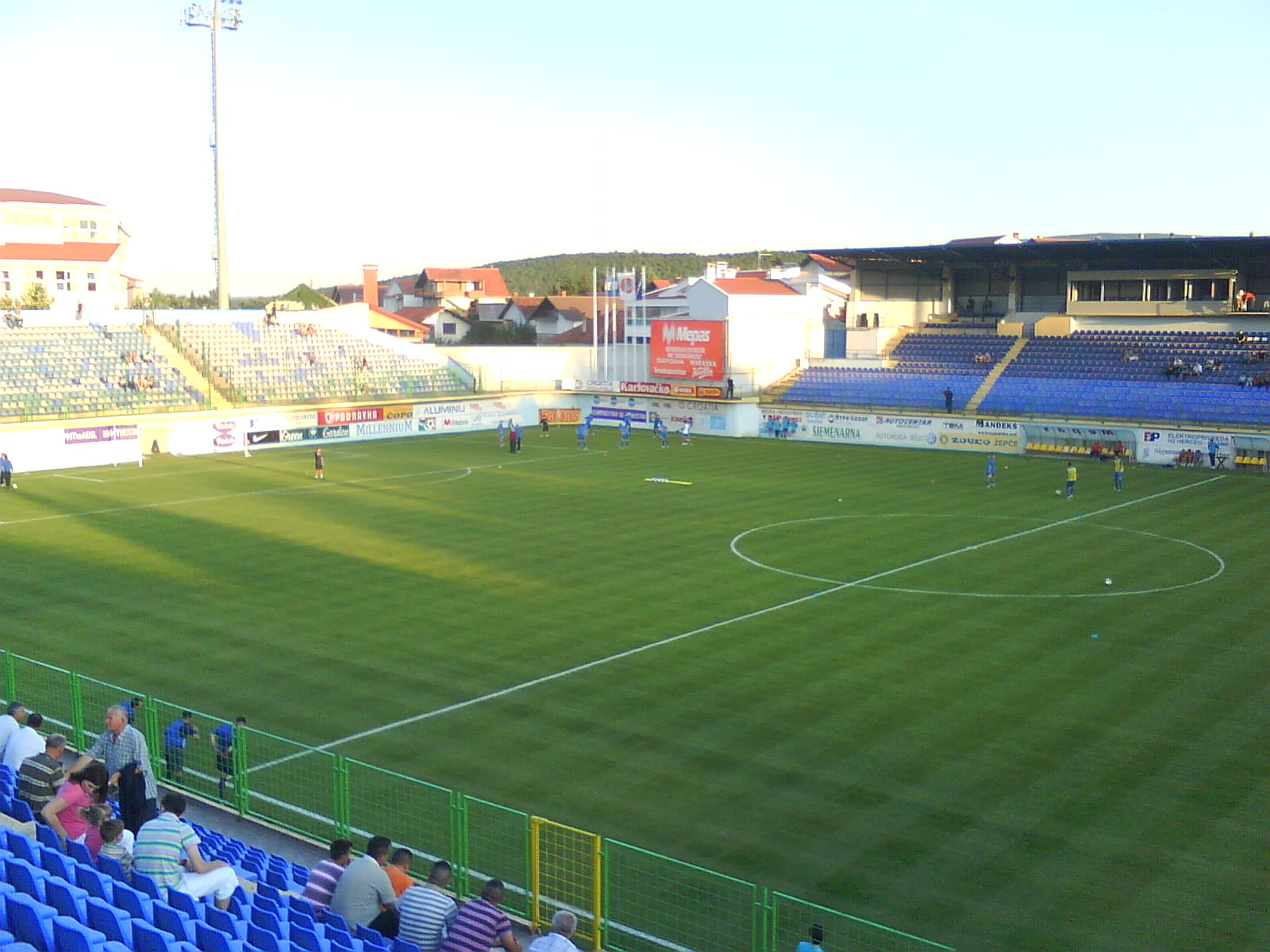
Pecara-Stadion in Široki Brijeg

  - Vizemeister (4): 2001/02, 2007/08, 2009/10, 2011/12

- Bosnisch-herzegowinischerPokalsieger (3): 2006/07, 2012/13, 2016/17
  - Finalist (5): 2004/05, 2005/06, 2011/12, 2014/15, 2018/19

- 1. Liga von Herceg-Bosna (1993–2000)
  - Meister (5): 1993/94, 1994/95, 1995/96, 1996/97, 1997/98

## Europapokalbilanz
| Saison  | Wettbewerb                    | Runde                  | Gegner                  | Gesamt    | Hin     | Rück          |
| ------- | ----------------------------- | ---------------------- | ----------------------- | --------- | ------- | ------------- |
| 2002/03 | UEFA-Pokal                    | Qualifikation          | KOBA Senec              | 5:1       | 2:1 (A) | 3:0 (H)       |
| 2002/03 | UEFA-Pokal                    | 1. Runde               | Sparta Prag             | 0:4       | 0:3 (A) | 0:1 (H)       |
| 2004/05 | UEFA Champions League         | 1. Qualifikationsrunde | Neftçi Baku PFK         | (a)2:2(a) | 2:1 (H) | 0:1 (A)       |
| 2005/06 | UEFA-Pokal                    | 1. Qualifikationsrunde | KS Teuta Durrës         | 4:3       | 1:3 (A) | 3:0 (H)       |
| 2005/06 | UEFA-Pokal                    | 2. Qualifikationsrunde | Zeta Golubovci          | 5:2       | 1:0 (A) | 4:2 (H)       |
| 2005/06 | UEFA-Pokal                    | 1. Runde               | FC Basel                | 0:6       | 0:5 (A) | 0:1 (H)       |
| 2006/07 | UEFA Champions League         | 1. Qualifikationsrunde | FK Schachzjor Salihorsk | 2:0       | 1:0 (A) | 1:0 (H)       |
| 2006/07 | UEFA Champions League         | 2. Qualifikationsrunde | Heart of Midlothian     | 0:3       | 0:3 (A) | 0:0 (H)       |
| 2007/08 | UEFA-Pokal                    | 1. Qualifikationsrunde | FC Anet Koper           | 6:3       | 3:1 (H) | 3:2 (A)       |
| 2007/08 | UEFA-Pokal                    | 2. Qualifikationsrunde | Hapoel Tel Aviv         | 0:6       | 0:3 (H) | 0:3 (A)       |
| 2008/09 | UEFA-Pokal                    | 1. Qualifikationsrunde | FK Partizani Tirana     | 3:1       | 0:0 (H) | 3:1 (A)       |
| 2008/09 | UEFA-Pokal                    | 2. Qualifikationsrunde | Beşiktaş Istanbul       | 1:6       | 1:2 (H) | 0:4 (A)       |
| 2009/10 | UEFA Europa League            | 1. Qualifikationsrunde | FC Banants Jerewan      | 2:1       | 2:0 (A) | 0:1 (H)       |
| 2009/10 | UEFA Europa League            | 2. Qualifikationsrunde | SK Sturm Graz           | 2:3       | 1:2 (A) | 1:1 (H)       |
| 2010/11 | UEFA Europa League            | 1. Qualifikationsrunde | NK Olimpija Ljubljana   | 5:0       | 2:0 (A) | 3:0 (H)       |
| 2010/11 | UEFA Europa League            | 2. Qualifikationsrunde | FK Austria Wien         | 2:3       | 2:2 (A) | 0:1 (H)       |
| 2011/12 | UEFA Europa League            | 1. Qualifikationsrunde | NK Olimpija Ljubljana   | 0:3       | 0:0 (H) | 0:3 (A)       |
| 2012/13 | UEFA Europa League            | 2. Qualifikationsrunde | St Patrick’s Athletic   | 2:3       | 1:1 (H) | 1:2 n. V. (A) |
| 2013/14 | UEFA Europa League            | 2. Qualifikationsrunde | Ertis Pawlodar          | 4:3       | 2:3 (A) | 2:0 (H)       |
| 2013/14 | UEFA Europa League            | 3. Qualifikationsrunde | Udinese Calcio          | 1:7       | 1:3 (A) | 0:4 (H)       |
| 2014/15 | UEFA Europa League            | 2. Qualifikationsrunde | FK Qəbələ               | 5:0       | 2:0 (A) | 3:0 (H)       |
| 2014/15 | UEFA Europa League            | 3. Qualifikationsrunde | FK Mladá Boleslav       | 1:6       | 1:2 (H) | 0:4 (A)       |
| 2016/17 | UEFA Europa League            | 1. Qualifikationsrunde | FC Birkirkara           | 1:3       | 1:1 (H) | 0:2 (A)       |
| 2017/18 | UEFA Europa League            | 1. Qualifikationsrunde | Ordabassy Schymkent     | 2:0       | 2:0 (H) | 0:0 (A)       |
| 2017/18 | UEFA Europa League            | 2. Qualifikationsrunde | FC Aberdeen             | 1:3       | 1:1 (A) | 0:2 (H)       |
| 2018/19 | UEFA Europa League            | 1. Qualifikationsrunde | NK Domzale              | (a)3:3(a) | 2:2 (H) | 1:1 (A)       |
| 2019/20 | UEFA Europa League            | 1. Qualifikationsrunde | FK Qairat Almaty        | 2:4       | 1:2 (H) | 1:2 (A)       |
| 2021/22 | UEFA Europa Conference League | 1. Qualifikationsrunde | KS Vllaznia Shkodra     | 3:4       | 3:1 (H) | 0:3 (A)       |

Gesamtbilanz: 56 Spiele, 19 Siege, 11 Unentschieden, 26 Niederlagen, 64:83 Tore (Tordifferenz −19)

## Stadion
Die Heimspielstätte liegt seit 1953 im Ortsteil Pecara. Das dortige Pecara-Stadion erfüllt die Kriterien der UEFA und erhielt im Jahr 1974 erstmals einen neuen Rasen und die südliche Zuschauertribüne.
Das heutige Erscheinungsbild zeigt eine nördliche, östliche und südliche Zuschauertribüne, mit insgesamt 5.726 überdachten Sitzplätzen. Eine Flutlichtanlage, Anzeigetafel, moderne Umkleideräume und anderen begleitenden Einrichtungen erhielt das Stadion in den späten 1990er-Jahren und zu Beginn des neuen Jahrtausends.
Seinen Besucherrekord mit rund 10.000 Zuschauern hatte das Stadion beim Spiel der führenden Spitzenmannschaften Kroatiens Dinamo Zagreb gegen Hajduk Split, im Finale des 3. Gojko-Šušak-Erinnerungsturniers am 10. Februar 2002.

## Trainingscamp
Seit dem 8. Oktober 2010 unterhält der Verein im Gebiet Mostarsko Blato, nur 7 km östlich vom Pecara-Stadion entfernt, das Trainingscamp „Musa-Karačić“. Benannt ist das Camp nach den ehemaligen Spielern Josip Musa (1985–2000) und Ivo Karačić (1988–2007).
Das Trainingscamp besitzt einen großen Sportkomplex mit Umkleideräumen, Büros und anderen Hilfseinrichtungen. Es gibt drei Fußballfelder, davon zwei mit natürlichem Rasen und eins mit Kunstrasen. Für Fußball, Handball, Basketball und Volleyball wird das Camp von allen Altersgruppen des Vereins und Freizeitsportlern aus Široki Brijeg und Umgebung genutzt.

## Fans

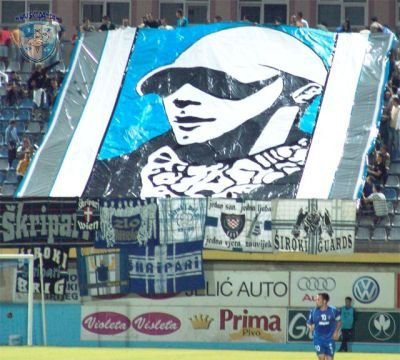
Fan-Choreografie der Škripari (2009)

Der Bevölkerungsstruktur der Stadt entsprechend, wird der NK Široki Brijeg von kroatischen Fans unterstützt. Der Fanclub des Vereins ist die Ultra-Gruppierung Škripari, gegründet am 9. September 1996. Die meisten Škripari unterstützen auch andere Sportvereine aus Široki Brijeg, vor allem den HKK Široki Brijeg im Basketball sowie die Kroatische Fußballnationalmannschaft. Das offizielle Lied der Škripari ist Igraj, igraj Široki (Spiel, spiel, Široki). Zusätzlich nahmen sie mit der kroatischen Hip-Hop-Band Beretta das Lied U mom srcu riječi te (Diese Worte in meinem Herz) auf. Beide Lieder können auf der Internetpräsenz der Škripari heruntergeladen werden (s. Weblinks).
Der Name Škripari wurde in Verehrung für die gleichnamigen Angehörigen der Kroatischen Streitkräfte im Zweiten Weltkrieg gewählt, die noch nach dem Ende des Krieges dem kommunistischen Regime in Jugoslawien als antikommunistische Guerillas bewaffneten Widerstand leisteten. Diese versteckten sich oft in Karsthöhlen (regional: škripine).
Die frühere Namensidee Broadly Hill Boys entstammte dem Jahr 1989, als Fans während eines Basketballspieles der nationalen Liga von Bosnien-Herzegowina zwischen KK Mladost (heute HKK Široki Brijeg) und KK Borac Čapljina diesen Namen wählten. Er wurde kurz danach angenommen und bis in die Zeit des Bosnienkrieges, konnte man ein blaues Spruchband mit den in Weiß geschriebenen Worten „Broadly Hill Boys“ bei allen Spielen der lokalen Vereine von Široki Brijeg sehen. Der Name war eine Anspielung auf die Ultra-Gruppierung Bad Blue Boys des kroatischen Fußballvereins Dinamo Zagreb in Verbindung mit dem Namen des Ortes Široki Brijeg („Breiter Hügel“).
Um die Zeit ihrer Entstehung ab der Saison 1993/1994 mit dem Höhepunkt in 1998, gehörten die Škripari zu den organisiertesten Fanclubs in der Herzegowina.
Am 4. Oktober 2009 kam es bei einem sogenannten „Spiel des Jahres“ gegen den FK Sarajevo in Široki Brijeg zu schweren Fanausschreitungen. Die Ultras-Gruppe Horde Zla (Horde des Bösen) aus Sarajevo, die hauptsächlich aus Bosniaken besteht, hatte an diesem Tag ihr 22-jähriges Bestehen und erschien mit über 600 Personen zum Spiel. Darunter viele Hooligans und Unterweltgestalten, die teils auf Schleichwegen nach Široki Brijeg kamen.
Zwei Wochen zuvor waren die Škripari in Sarajevo in einen Hinterhalt gelockt worden und versuchten sich nun zu revanchieren. Aber die Hooligans aus Sarajevo durchbrachen eine Polizeikette und jagten die Škripari bis ans Ende des Stadtzentrums. Dazu fingen sie an Pubs und Cafés, in denen sich Škripari verbarrikadierten, anzugreifen und zu zerstören. Für das zu erwartende Risikospiel standen nur 20 Polizisten bereit, die nun die Spielerkabine und die örtliche Tankstelle schützen. Diverse Hilfspolizisten, die vor dem Spiel ernannt worden waren, gehörten zu den Škripari oder sympathisierten mit diesen. Die Verantwortlichen hatten versäumt zusätzliche Polizeikräfte für das Risikospiel anzufordern.
Der 24-jährige Vedran Puljić, Mitglied der Horde Zla, wurde durch einen Kopfschuss getötet. Der örtliche Polizist Oliver Knezović, angeblich ein ehemaliger Angehöriger des Kažnjenička bojna, wurde später dafür festgenommen. Die Innenstadt wurde verwüstet und es wurden Polizeiautos angezündet. Es entwickelte sich ein Kampf zwischen den Hooligans aus Sarajevo und der örtlichen Polizei, Bürgerwehr und Hooligans, bei dem schließlich sogar Sturmgewehre einsetzt wurden. Nur die Ankunft von Spezialpolizisten und Militärpolizisten aus der gesamten Republik brachten die Lage unter Kontrolle. Es kam zu über 30 schwer verletzten Fans, 16 schwer verletzten Polizisten und einem Toten.
Am 9. September 2020 besuchten Mitglieder der Škripari anlässlich ihres 24. Gründungsjubiläums den Bruder des 1948 getöteten Guerilla-Kämpfers Vinko Škrobo und das Familiengrab in Tovarnik.

## Sonstiges
Anlässlich des 60. Geburtstages des NK Široki Brijeg im Jahr 2008, gab die Kroatische Post Mostar zwei Sondermarken, einen Sonderstempel und einen Ersttagsbrief für Bosnien und Herzegowina aus.

## Ehemalige Spieler
- Josip Barišić
- Mario Bazina
- Stanko Bubalo
- Diogo
- Mirko Hrgović
- Jefthon
- Boris Pandža
- Saša Papac
- Renato
- William Etchu Tabi
- Juan Manuel Varea
- Vladimir Vasilj